# Elenco de Saramandaia (2013)
Este é o elenco de Saramandaia, telenovela brasileira produzida pela TV Globo e exibida de 24 de junho a 27 de setembro de 2013. É um remake da novela homônima de Dias Gomes, exibida originalmente em 1976.

## Elenco
| Intérprete             | Personagem                                 | Interpretado(a) na versão original por      |
| ---------------------- | ------------------------------------------ | ------------------------------------------- |
| Sérgio Guizé           | João Evangelista Viana (João Gibão)        | Juca de Oliveira                            |
| Chandelly Braz         | Marcina Moreira                            | Sônia Braga                                 |
| José Mayer             | Eurico Rosado (Zico)                       | Castro Gonzaga                              |
| Lília Cabral           | Vitória Vilar                              | Inexistente                                 |
| Leandra Leal           | Zélia Vilar                                | Yoná Magalhães como Zélia Tavares           |
| Fernando Belo          | Luís Viana (Lua)                           | Antônio Fagundes                            |
| Débora Bloch           | Risoleta                                   | Dina Sfat                                   |
| Gabriel Braga Nunes    | Professor Aristóbulo Camargo               | Ary Fontoura                                |
| Fernanda Montenegro    | Cândida Rosado (Candinha)                  | Maria do Carmo Veloso                       |
| Tarcísio Meira         | Tibério Vilar                              | Sebastião Vasconcellos como Tenório Tavares |
| Marcos Palmeira        | Cazuza Moreira (Zuzu)                      | Rafael de Carvalho                          |
| Ana Beatriz Nogueira   | Maria Aparecida Moreira (Maria Aparadeira) | Eloísa Mafalda                              |
| Marcos Pasquim         | Carlito Prata                              | Milton Moraes                               |
| Lívia de Bueno         | Laura Rosado                               | Ana Maria Magalhães como Dalva Rosado       |
| André Bankoff          | Pedro Vilar                                | Jorge Gomes como Nato Tavares               |
| Thaís Melchior         | Bibiana de Souza (Bia)                     | Marília Barbosa                             |
| Renata Sorrah          | Leocádia Viana                             | Lídia Costa                                 |
| Ângela Figueiredo      | Helena Santa Rosado (Santinha')'           | Ana Ariel                                   |
| Vera Holtz             | Evangelina de Souza (Dona Redonda)         | Wilza Carla                                 |
| Vera Holtz             | Bitela de Souza                            | Wilza Carla                                 |
| Matheus Nachtergaele   | Seu Encolheu                               | Wellington Botelho                          |
| Aracy Balabanian       | Eponina Camargo (Dona Pupu')               | Elza Gomes                                  |
| André Frateschi        | Dr. Rochinha                               | José Augusto Branco                         |
| Laura Neiva            | Stela Rosado                               | Teresa Cristina Arnaud como Dulce Rosado    |
| Pedro Tergolina        | Tiago Vilar                                | Pedro Paulo Rangel como Dirceu Tavares      |
| Georgiana Góes         | Dona Fifi                                  | Wanda Kosmo                                 |
| André Abujamra         | Maestro Cursino                            | Brandão Filho                               |
| Maurício Tizumba       | Padre Romeu                                | Francisco Dantas                            |
| Theodoro Cochrane      | Delegado Petronílío Amaral                 | Carlos Gregório                             |
| Dja Marthins           | Das Dores                                  | Chica Xavier                                |
| Val Perré              | Firmino                                    | Alciro Cunha                                |
| Carolina Bezerra       | Dora                                       | Natália do Vale                             |
| Camila Lucciola        | Rosalice                                   | Tessy Callado                               |
| Luiz Henrique Nogueira | Belisário Camargo                          | Apenas uma réplica de cabeça                |
| Zéu Britto             | Maestro Totó                               | Lajar Muzuris                               |
| Ana Paula Bouzas       | Joana                                      | Inexistente                                 |
| Ilva Niño              | Cleide Neves                               | Inexistente                                 |
| Lady Francisco         | Silmara, a Mulher Barbada                  | Inexistente                                 |
| Diego Cristo           | Vantuil, o Trapezista                      | Inexistente                                 |
| Manoel Pimenta         | Robério, o Anão Malabarista                | Inexistente                                 |

### Participações especiais
| Intérprete          | Personagem                                               |
| ------------------- | -------------------------------------------------------- |
| Adriano de Jesus    | motoboy                                                  |
| Ana Mangeth         | moradora da ala bolebolense                              |
| Antônio Barboza     | morador da ala bolebolense                               |
| Breno Duarte        |                                                          |
| Carol Pucu          |                                                          |
| Carolina Bacellar   |                                                          |
| Gustavo Novaes      |                                                          |
| Jayla Lenoar        |                                                          |
| José Araújo         | Miro                                                     |
| Kaic Crescente      | garoto                                                   |
| Luana Mitchell      | secretária do prefeito Lua                               |
| Lucas Lima e Silva  |                                                          |
| Marcello Panazio    | morador da ala bolebolense                               |
| Marcelo Spidula     |                                                          |
| Marcos Otávio       | Dinho                                                    |
| Nathália Alvim      |                                                          |
| Natalio Maria       | morador da ala bolebolense                               |
| Renato Macedo       | Nestor                                                   |
| Richard Rebelo      |                                                          |
| Roberto Lopes       | preso da delegacia                                       |
| Rosana Prazeres     | moradora da ala bolebolense                              |
| Ana Clara Cardoso   |                                                          |
| Gui Inácio          |                                                          |
| José Victor Pires   | Zico Rosado (criança)                                    |
| Michelle Batista    | Vitória Vilar (jovem)                                    |
| Olívia Torres       | Candinha (jovem)                                         |
| Ricardo Ricco       |                                                          |
| Rodrigo Dorado      | Zico Rosado (jovem)                                      |
| Sérgio Monte        | caminhoneiro que pergunta para Zélia onde fica Bole-Bole |
| José Augusto Branco | Dr. Meireles                                             |
| Alexis Abraham      | Romildo                                                  |
| Cláudio Jaborandy   | Tonho                                                    |
| Bernardo Marinho    | Gilson                                                   |
| Breno de Filippo    | Raul                                                     |
| Leandro Develly     | Ramirez                                                  |